# Évaux-les-Bains

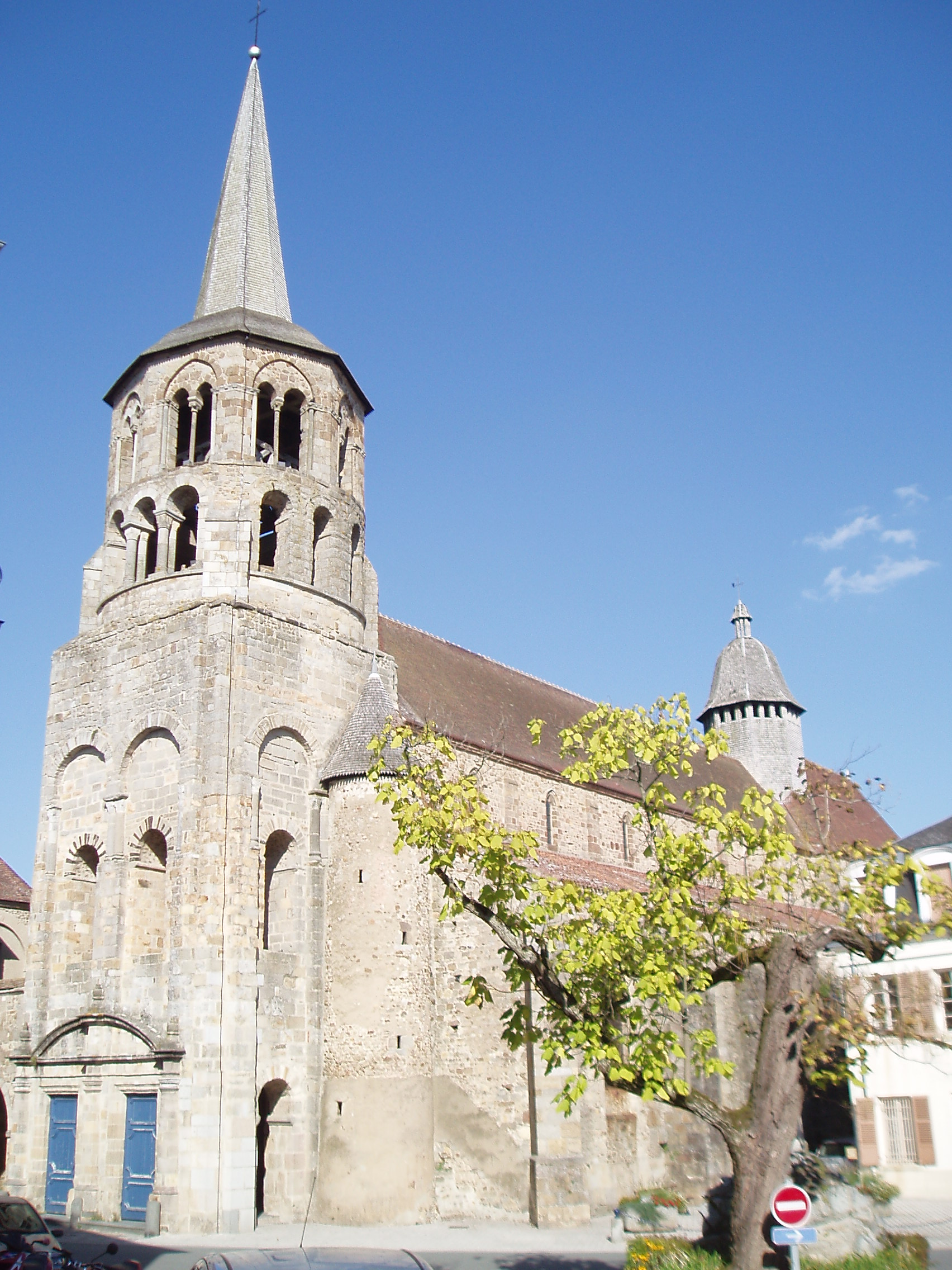
Opactwo św. Piotra i Pawła w Évaux-les-Bains (2011)

Évaux-les-Bains – miejscowość i gmina we Francji, w regionie Nowa Akwitania, w departamencie Creuse.
Według danych na rok 1990 gminę zamieszkiwało 1716 osób, a gęstość zaludnienia wynosiła 38 osób/km² (wśród 747 gmin Limousin Évaux-les-Bains plasuje się na 57. miejscu pod względem liczby ludności, natomiast pod względem powierzchni na miejscu 50.).

## Populacja

Populacja Évaux-les-Bains w latach 1962–2008